# Diplodonta nucleiformis
Diplodonta nucleiformis är en musselart som beskrevs av Wagner 1838. Diplodonta nucleiformis ingår i släktet Diplodonta och familjen Ungulinidae. Inga underarter finns listade i Catalogue of Life.